# Ragusa (tỉnh)
Tỉnh Ragusa (Tiếng Ý: Provincia di Ragusa; tiếng Sicilia: Pruvincia di Rausa) là một tỉnh ở vùng đảo tự trị Sicilia ở Ý. Ragusa nằm ở đông nam đảo này. Tỉnh lỵ là thành phố Ragusa.
Tỉnh này có diện tích 1.614 km², tổng dân số là 295.264 người năm 2001. Có 12 đô thị (tiếng Ý:comuni) ở trong tỉnh này  Lưu trữ ngày 7 tháng 8 năm 2007 tại Wayback Machine, xem các đô thị của tỉnh Ragusa. Các đô thị được xếp theo dân số như sau:
| Đô thị               | Dân số |
| -------------------- | ------ |
| Ragusa               | 71.712 |
| Vittoria             | 60.918 |
| Modica               | 53.448 |
| Comiso               | 29.489 |
| Scicli               | 25.855 |
| Pozzallo             | 18.393 |
| Ispica               | 14.823 |
| Santa Croce Camerina | 9.397  |
| Acate                | 8.340  |
| Chiaramonte Gulfi    | 8.085  |
| Monterosso Almo      | 3.357  |
| Giarratana           | 3.255  |

Ngành du lịch đã vươn lên thay thế ngư nghiệp, nông nghiệp thành ngành thu hút lao động chính của tỉnh này.
Tỉnh này có nhiều nhà thờ cổ, nhiều công trình theo phong cách kiến trúc Ba-rốc